# Brunšvik
Brunšvik – wieś w Słowenii, w gminie Starše. W 2018 roku liczyła 434 mieszkańców.